# Antoniuskapelle (Ramsau bei Berchtesgaden)

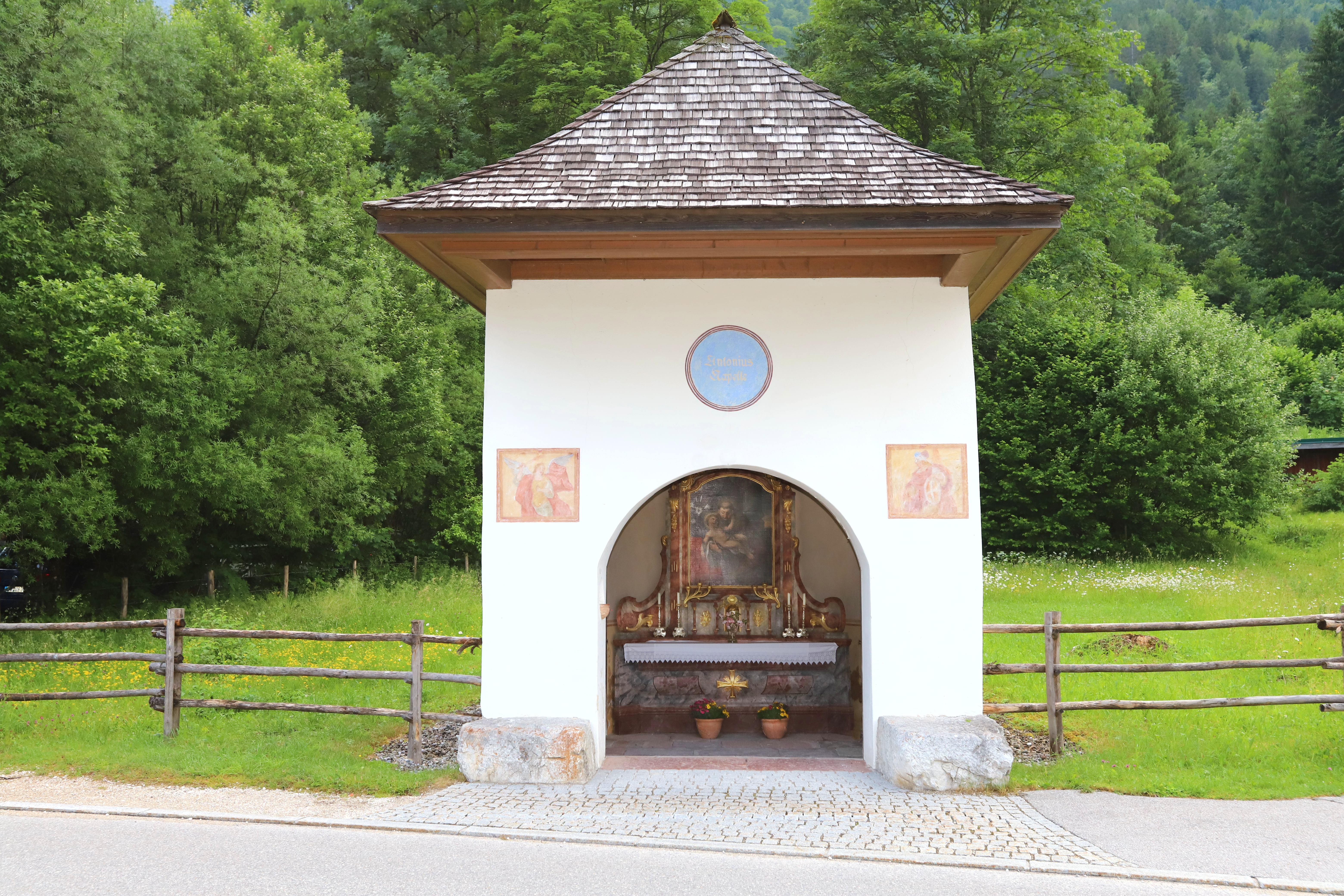
Antoniuskapelle

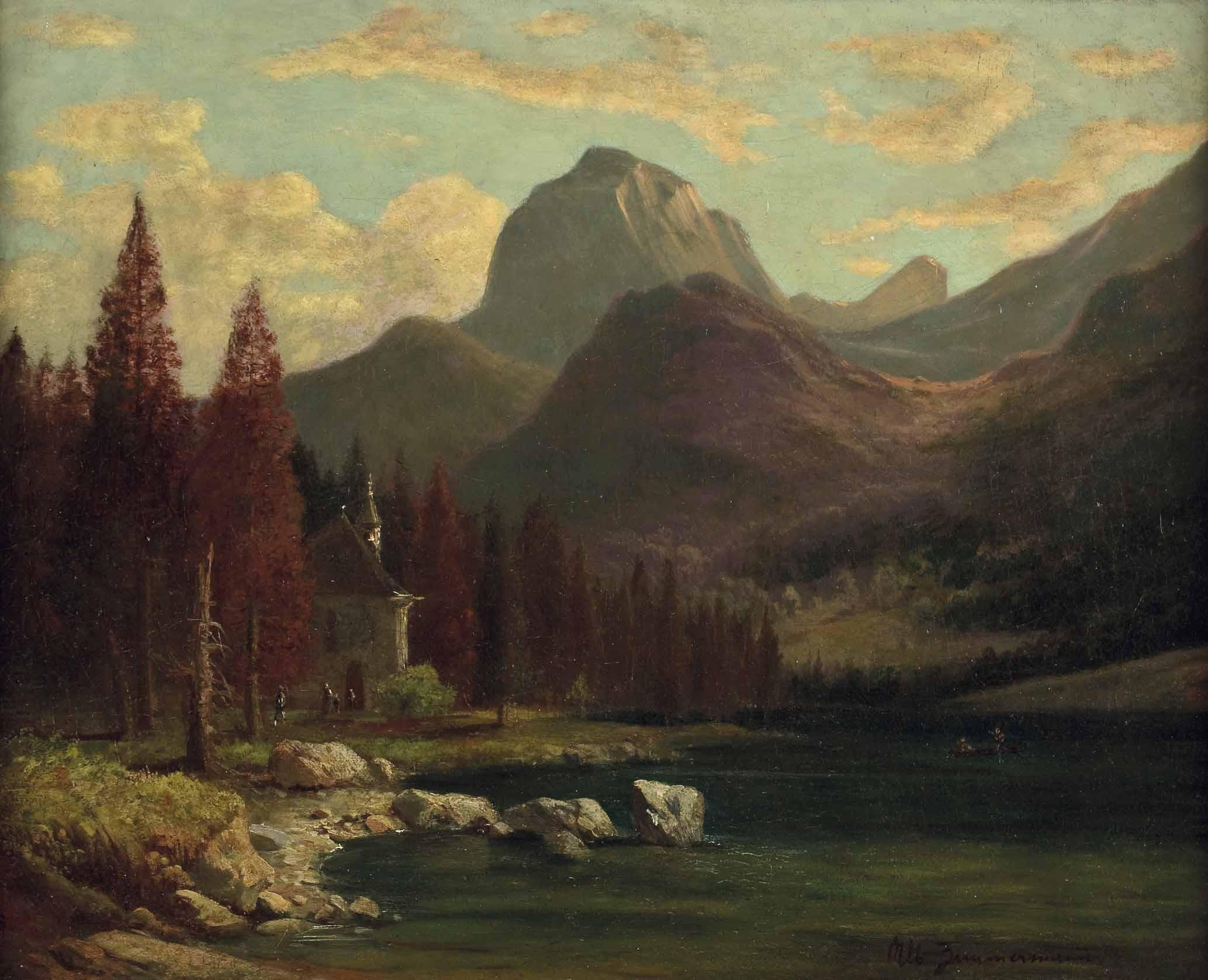
Albert Zimmermann: Antonikapelle am Hintersee bei Berchtesgaden (vor 1888)

Die Antoniuskapelle ist eine im Stil des späten Barock erbaute Kapelle der römisch-katholischen Pfarrei in Ramsau bei Berchtesgaden.

## Lage
Die zu Ehren des hl. Antonius von Padua geweihte barocke Kapelle steht am Westufer des Hintersees im gleichnamigen Gemeindeteil Hintersee.

## Geschichte
Die Antoniuskapelle ist ein verputzter Barockbau des späten 17. Jahrhunderts mit vorkragendem, schindelgedecktem Walmdach, Rundbogenportal und Wand- bzw. Deckenmalereien. Bei Renovierungsarbeiten 2001 wurde hinter dem Altar eine Nagelfluhsäule entdeckt, die das Überbleibsel eines früheren Antoniusbildstockes bildet.
Spätestens 1888 hat Albert Zimmermann (1809–1888) ein Gemälde mit einer Ansicht der Antoniuskapelle unter dem Titel Antonikapelle am Hintersee bei Berchtesgaden fertiggestellt.
Die Antoniuskapelle ist ein nachqualifiziertes Einzeldenkmal.

## Ausstattung
Das Innere der Kapelle ist mit einem barocken Altar sowie einer siebenteiligen Deckenmalerei in Fresko-Technik ausgestattet.

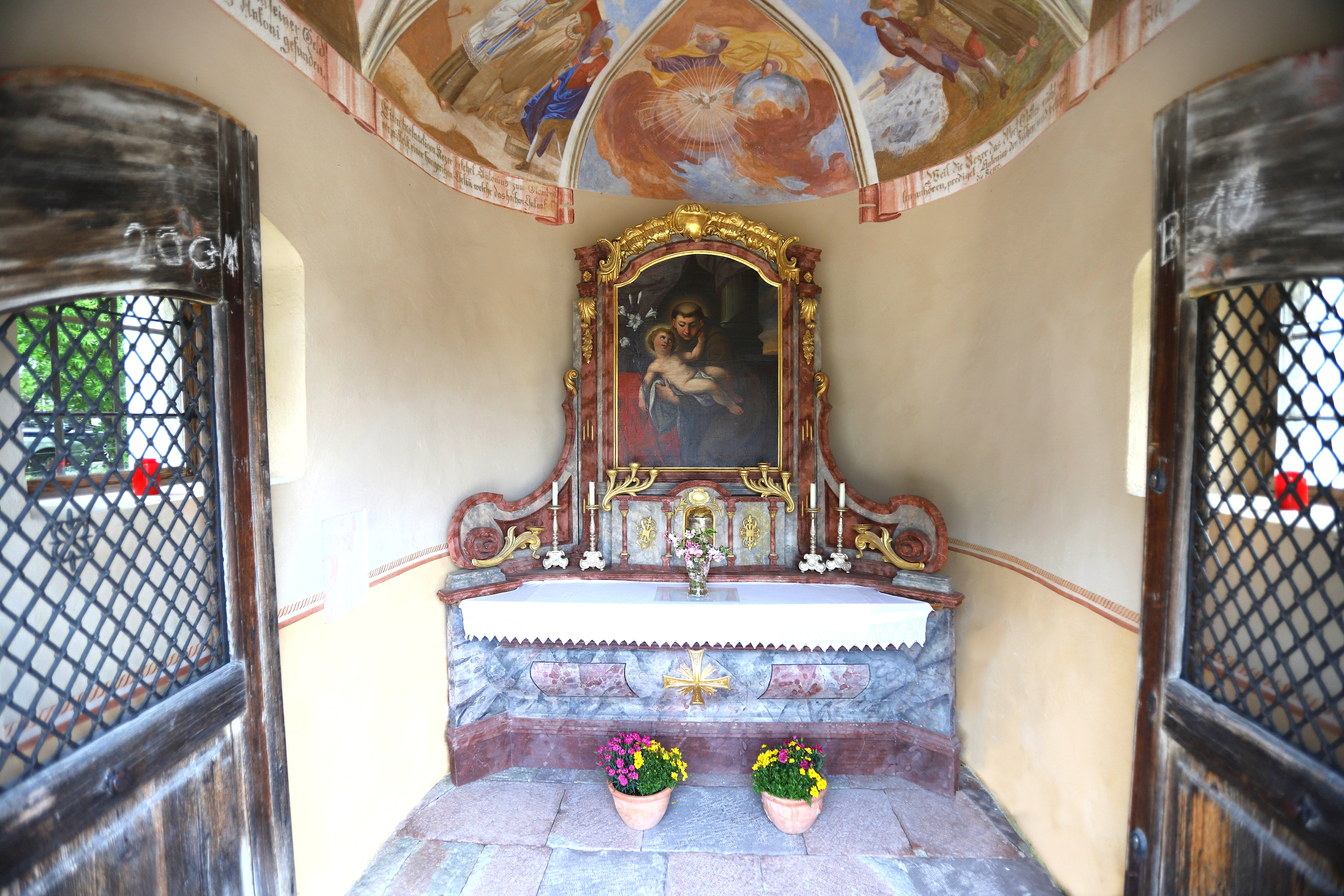
Altar und Teile der Deckenmalerei hinter aufgeklappten Türen
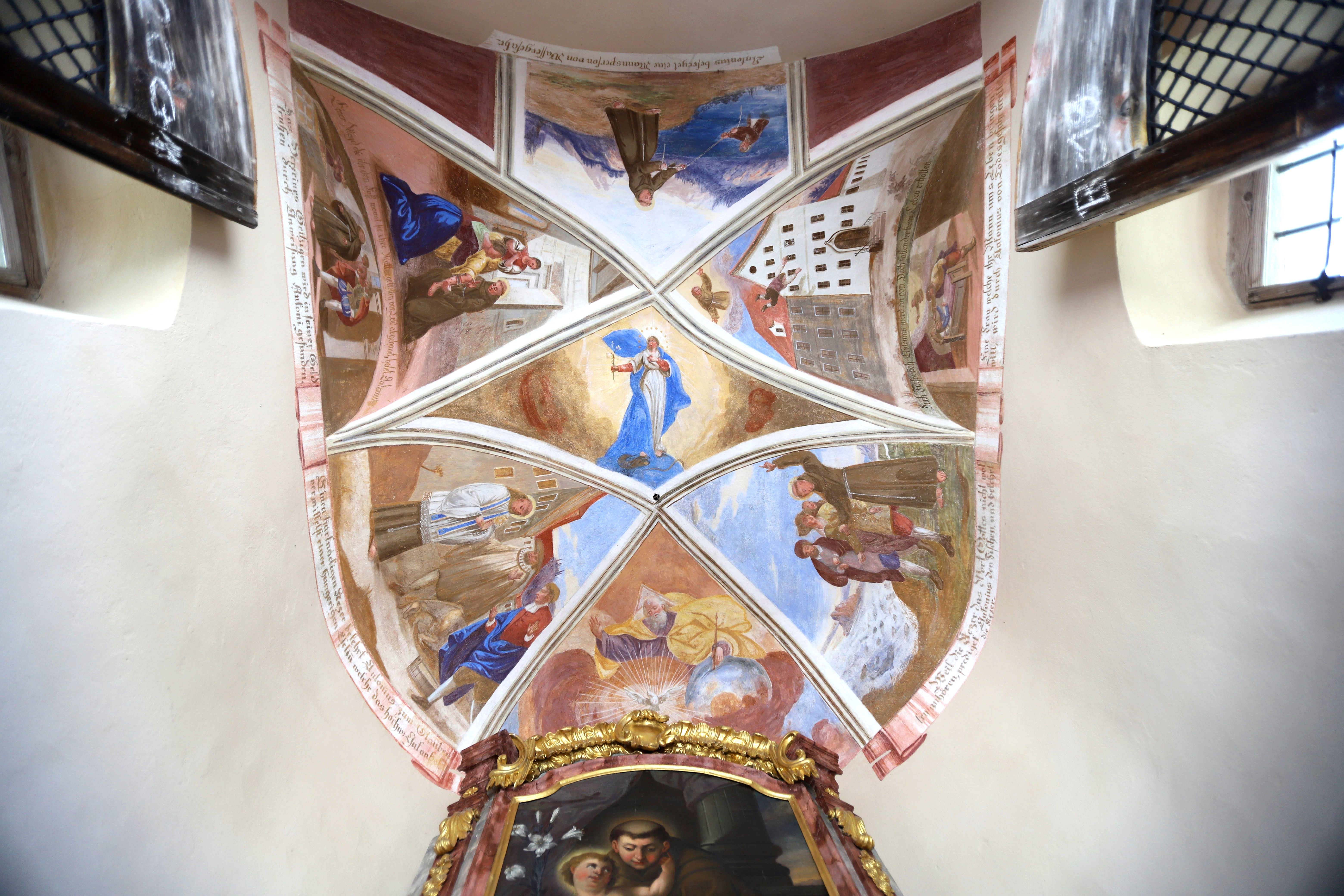
Die komplette Deckenmalerei